# Steven Quale

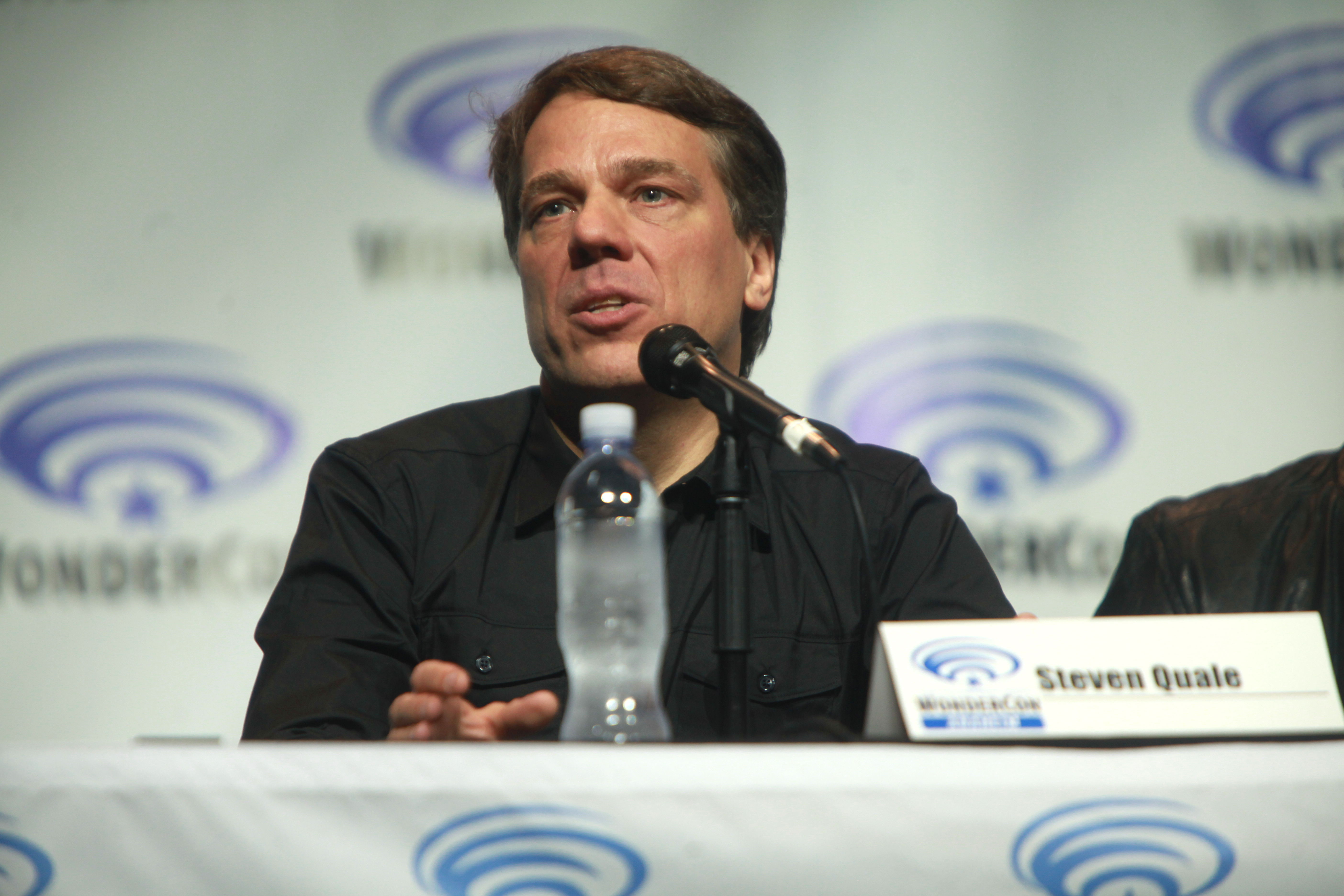
Steven Quale (2014)

Steven Quale (* 1967 in Evanston, Illinois) ist ein US-amerikanischer Filmregisseur, Drehbuchautor, Kameramann und Filmeditor. Bekannt wurde er durch Kinofilme wie Final Destination 5 oder Storm Hunters.

## Leben und Karriere
Steven Quale, geboren in Evanston im Bundesstaat Illinois, wuchs im Mittleren Westen der USA auf. Seit Ende der 1980er Jahre ist Quale im Filmgeschäft in verschiedenen Funktionen tätig. Der Regisseur James Cameron wurde auf Quale durch dessen 18-minütigen Kurzfilm Darkness aus dem Jahr 1988 aufmerksam. Daraufhin engagierte er Quale als Editor für den Schnitt der Special Version seines Films Abyss – Abgrund des Todes. In den späten 1990er Jahren vertraute Cameron Quale dann den Part des Second Unit Directors für den Blockbuster Titanic an. Im Jahr 2005 realisierte man gemeinsam den IMAX-Dokumentarfilm Aliens der Meere und 2009 arbeitete Steven Quale ein weiteres Mal als Second Unit Director und Visual Effects Supervisor bei Avatar – Aufbruch nach Pandora mit James Cameron zusammen.
Nach der Kameramann-Erfahrung 1995 unter der Regie von Alex Graves bei dem romantischen Drama The Crude Oasis und dem Regiedebüt als Regisseur des Fernsehfilms Firefighter - Inferno in Oregon mit D. B. Sweeney aus dem Jahr 2002, gab Quale 2011 mit Final Destination 5, dem fünften Teil der Horrorthriller-Reihe, schließlich auch sein Leinwanddebüt als Kinoregisseur. Im Jahr 2014 inszenierte Quale darüber hinaus in der Besetzung Richard Armitage, Sarah Wayne Callies und Matt Walsh den Actionthriller Storm Hunters.
2017 erschien das Actiondrama Renegades – Mission of Honor unter seiner Regie. Die Dreharbeiten zum Film mit J. K. Simmons in der Hauptrolle fanden 2015 statt.

## Filmografie (Auswahl)

### Als Regisseur
- 1988: Darkness (Kurzfilm)
- 2002: Firefighter - Inferno in Oregon (Superfire) (Fernsehfilm)
- 2005: Aliens der Meere (Aliens of the Deep) Co-Regie mit James Cameron
- 2011: Final Destination 5
- 2014: Storm Hunters (Into the Storm)
- 2017: Renegades – Mission of Honor (Renegades)

### Als Drehbuchautor
- 1988: Darkness (Kurzfilm)

### Als Kameramann
- 1995: The Crude Oasis
- 1996: A Memory for Tino (Kurzfilm)
- 2004: Wear Something Nice (Kurzfilm)

### Als Editor
- 1989: Abyss – Abgrund des Todes (The Abyss) Special Version